# 瓦茨拉夫·莫特尔
瓦茨拉夫·莫特尔（捷克語：Václav Mottl，1914年5月19日—1982年6月16日），捷克男子皮划艇运动员。他曾代表捷克斯洛伐克参加1936年夏季奥林匹克运动会皮划艇比赛，获得一枚金牌。